# Élőség
A nyelvészetben az élőség és ellentéte, az élettelenség elsősorban azon a természetes különbségen alapszik, amely élőlények és nem élőlények között van. Mindegyik nyelv tükrözi ezt a fogalmi tartalommal rendelkező szavak, mindenekelőtt a főnevek lexikai jelentésével. Olyan nyelvtani vonások is vannak, amelyek kifejezik az élőséget és az élettelenséget, de nyelvek között lehetnek több típusú különbségek ebből a szempontból. Egyrészt a nyelvekben vannak olyan élők is, amelyeket úgy kezelnek, mint az életteleneket, és fordítva, élőkként kezelt élettelenek, de nyelvek abban különbözhetnek, hogy melyek azok az entitások, amelyeket nem jellegzetesen kezelnek. Általában élőkként kezelik a személy- és az állatneveket, de ugyanúgy kezelhetnek bizonyos olyan entitásokat is, amelyeket egyes emberek valós lényeknek, mások képzeletbelieknek tekintenek. Életteleneknek számítanak általában a természetes vagy a mesterséges tárgyak, az anyagok, a jelenségek és az elvont fogalmak, de a növények és a viszonylag nem komplex állatok is. Ugyanakkor egyes életteleneket megszemélyesíthetnek, és így mint élőket kezelhetnek. Másrészt vannak az élő kategóriával szemben közömbös nyelvek, de olyanok is, amelyek nagyon érzékenyek az élőn belüli különbségeket illetően, azaz embernév ~ állatnév, emberi tulajdonnév ~ köznév, rokonságnevek, nagy állat ~ kis állat nevei stb. között. Végül a nyelvek különböznek azon grammatikai eszközök típusait illettően, amelyekkel kifejezik az élőséget és az élettelenséget.
A névmások is, grammatikai entitások helyettesítőiként szintén tükrözik nyelvek közötti különbségekkel az élőséget és az élettelenséget. Michael Silverstein  amerikai nyelvész hierarchikus skálát állított fel, amely a létezőket cselekvőképességük foka szerint különbözteti meg. Ezen a névmások az első szinteken helyezkednek el:
| első személyű névmások            |
| ↓                                 |
| második személyű névmások         |
| ↓                                 |
| harmadik személyű névmások ↓      |
| tulajdonnevek                     |
| ↓                                 |
| rokonsági elnevezések             |
| ↓                                 |
| személyt jelölő főnevek           |
| ↓                                 |
| állatot jelölő főnevek            |
| ↓                                 |
| élettelen dolgokat jelölő főnevek |

A főnevek és a névmások általános tulajdonsága az, hogy bizonyos igékkel és melléknevekkel társíthatók, miközben bizonyos más ilyen szavakkal nem, aszerint, hogy élettelenek, vagy hogy az élők egyik vagy másik alosztályához tartoznak. Például olyan igék, mint ugat, nyerít, hazudik, gondolkodik, és olyan melléknevek, mint gőgös, fösvény, körültekintő, nemtörődöm csak élőkkel társíthatók.

## Az élőség ~ élettelenség grammatikai kifejezése

### A magyar nyelvben
A magyar nem rendelkezik a grammatikai nem kategóriájával, tehát a semlegesnemmel sem, amely más nyelvekben alaktanilag fejezi ki a legtöbb élettelent. Mégis egyes névmások jelölik az élőséget az élettelenséggel szemben. Megteszik ezt az első és a második személyű névmások, amelyek akárcsak a többi nyelvben csak személyekre vonatkoznak. Ezen kívül az igék -lak/-lek ragja is jelzi a második személyű személynévvel kifejezett tárgyat: Várlak (téged/titeket), Szeretlek (téged/titeket).
A ki(k) és a mi(k) kérdő névmások is élőkre, illetve élettelenekre utalnak:
Ki mellett ülsz?, Kik a kedvenc zeneszerzőid?;
Miről szól a film?, Mik azok a kezedben?
A vonatkozó névmások közül is elvben az egyik csak élőre, másik három csak élettelenre utal:
Ismered a lányt, akiről beszélek?;
Elolvastam a könyvet, amit küldtél nekem;
A kedvenc szobrom, amelyet Varga Imre alkotott, Óbudán áll;
Nem ismered a színdarabot, amelyikről beszélek?

### A közép-délszláv diarendszerben
A közép-délszláv diarendszer nyelveiben (bosnyák, horvát, montenegrói, szerb), a többi szláv nyelvhez hasonlóan a hím- és nőnem mellett megvan a semlegesnem, amely csak életteleneké, bár vannak a többi nemhez tartozó ilyen szavak is. Elsősorban az egyes szám alanyeset ragjai különböztetik meg a semleges nemet a többitől. Két ilyen rag van, attól függően, hogy milyen típusú mássalhangzó van előttük, -o (nem palatális mássalhangzó után) és -e (palatális mássalhangzó után). Megvan a főneveknek és minden velük egyeztetett szónak is:
- főnevek: (szerbül) selo ’falu’, polje ’mező’;[12]
- melléknevek: (horvátul) veliko ’nagy’, tuđe ’idegen’;[13]
- determinánsok és névmások: (montenegróiul) moje (birtokos determináns és névmás) – az -m birtokos személyjel és ’az enyém’ megfelelője; ovo (mutató determináns és névmás) ’ez’; čije…? (kérdő determináns és névmás) ’ki (vmije/vkije)? ’kié?’;[14]
- ún. cselekvő melléknévi igenév: (szerbül) Počelo je svetsko prvenstvo u fudbalu ’Megkezdődött a labdarúgó-világbajnokság’;[15]
- ún. szenvedő melléknévi igenév: (szerbül) kuvano meso ’főtt hús’.[16]

Egy másik alaktani megkülönböztetés ezekben a nyelvekben egyrészt a hímnemű élők, másrészt a hím- és semlegesnemű élettelenek egyes szám tárgyesetű alakja között van: az előbbieké az egyes szám birtokos esetű alakjukkal azonos, az utóbbiaké pedig az egyes szám alanyesetű alakjukkal: (szerbül) doktora ’(egy/a) doktort’, ’(egy/a) doktor vmije/vkije’ ~ zavod ’(egy/az) üzemet, (egy/az) üzem’;
Ezekben a nyelvekben is megvan a megkülönböztetés a ki? és a mi? névmások megfelelői között, amelyeknek csak egyes számú alakjaik vannak:
- (szerbül) Ko je došao? ’Ki jött el?’ ~ Šta se desilo? ’Mi történt?’;[18]
- (horvátul) Tko stoji pred vratima? ’Ki áll az ajtó előtt?’ ~ Što je pred vratima? ’Mi van az ajtó előtt?’[19]

A mutató névmások a semlegesnemű alakjukkal cselekvésre, történésre, állapotra stb., és egész megnyilatkozásra is utalnak: Kad se sve to uzme u obzir, možemo zaključiti ovo: … ’Ha mindezt számitásba vesszük, ezt a következtetést vonhatjuk le: …’

### A román nyelvben
A román nyelv érzékenyebb az élő ~ élettelen ellentétre, mint a magyar, de kevésbé érzékeny, mint a szláv nyelvek, ugyanis megvan neki a semleges nem a hím- és a nőnem mellett, de nem olyan szabatosan kifejezve, mint az utóbbiakban. Valójában a semleges nemű főnevek egyes számban alakilag a hímneműekre, többes számban pedig a nőneműekre hasonlítanak. Csak többes számban van egyes főneveknek a semlegesnemre jellemző toldalékuk, -uri, amely a latin semlegesnemű -ora toldalékból származik, és egyébként egyes nőnemű főnevek is ezt kapják. A melléknevek és a determinánsok egyes számban hímnemben egyeznek, többes számban pedig nőnemben a semlegesnemű főnevekkel, pl. un lucru ’egy dolog’ (hímnemű névelővel), două lucruri ’két dolog’ (nőnemű számnévvel).
A románban is vannak pontos megfelelőik a ki? és a mi? névmásoknak, de csak egyes számúak:
Cine este acolo? ’Ki van ott?’, Pe cine ai invitat la cină? ’Ki(ke)t hívtál meg vacsorára?’, Cui ai oferit flori? ’Ki(k)nek adtál virágokat?’, Florile cui sunt aici? ’Ki(k) virágjai vannak itt?’ ~ Ce este acolo? ’Mi van ott?’, Ce ai cumpărat? ’Mit vásároltál?’, Cu ce te îmbraci diseară? ’Mit veszel fel ma este?’
Mondattani eszköze az élő ~ élettelen mgkülönböztetésnek egyes esetekben a tárgyas mondat különböző szerkesztése. Az élő tárgyat a pe elöljárószó előzi meg, és utal rá a neki megfelelő és a vele nemben, számban és esetben egyeztetett hangsúlytalan személyes névmás, szemben az élettelen tárgy ezek nélküli szerkesztésével:
Îl caut pe profesorul de matematică ’A matematika tanárt keresem’ (szó szerint ’*Őt keresem a matematika tanárt’), L-am văzut aseară pe Radu ’Láttam az este Radut’ (szó szerint ’*Őt láttam … Radut’), Îl plimbi tu pe Rex? ’Megsétáltatod te Rexet?’ (szó szerint ’*Őt sétáltatod te Rexet?’) ~ Am citit articolul ’Elolvastam a cikket’, Visez Parisul zi și noapte ’Párizsról álmodozom éjjel-nappal’.
Egy másik ellentét csak részleges, ugyanis csak a hímnemű és a nem tipikus végződésű nőnemű tulajdonnevekre vonatkozik az összes többi főnévvel szemben. Csak az előbbiek esetében kerül a birtokos és részes esetű végartikulus névelői pozícióba: lui Ion ’Ionnak’, lui Mimi ’Miminek’, lui Popescu ’Popescunak’ ~ pomului ’a (gyümölcs)fának’, scaunului ’a széknek’, Mariei ’Mariának’.
A románban megfigyelhető a semlegesnem elsőbbsége halmozott mondatrésszel való egyeztetéskor. Például, ha az alaptag két élettelent megnevező hímnem egyes számú főnévből áll, a melléknév semlegesnem többes számban egyezik vele, mintha semlegesneműek lennének a tagjai: Ochiul și obrazul sunt umflate ’A szem és az orca dagadtak’.

### A spanyol nyelvben
A spanyolban csak nyomai vannak meg az alakilag kifejezett semlegesnemnek, mégpedig a határozott névelő, a személyes és a mutató névmások terén.
A semlegesnémű határozott névelő lo, ellentétben az el (hn.) és a la (nn.) névelőkkel, például olyan főnevesített melléknevekkel, amelyek elvont fogalmakat neveznek meg: lo bueno y lo malo ’a jó és a rossz’.
A semlegesnemű névmások meg nem határozott konkrét élettelenekre és nem nélküli entitásokra, valamint megnyilatkozásra utalnak:
- egyes szám harmadik személyű személyes névmás: ello (sn.) ~ él (hn.), ella (nn.) ’ő’;[26]
- mutató névmások:
  - esto (sn.) ~ este (hn.), esta (nn.) ’ez’: ¿Podrías poner esto allí? ’Oda tudnád-e tenni ezt?’;[27]
  - eso (sn.) ~ ese (hn.), esa (nn.) (köztes mutató névmások) „ez/az”: Lo suspendieron en matemáticas. Eso me extraña ’Megbuktatták matematikából. Ez meglep’;[26]
  - aquello (sn.) ~ aquel (hn.), aquella (nn.) ’az’: Recuerdo muy bien aquello ’Nagyon jól emlékszem arra’.[28]

A ki? és a mi? névmások megfelelői csak egyes számúak:
¿Quién escucha más atentamente? ’Ki hallgat nagyobb figyelemmel?’;
¿Qué quieres? ’Mit akarsz?’

### A francia nyelvben
A franciában nincsenek még nyomai sem a semlegesnemnek, de vannak olyan névmások, amelyek csak vagy majdnem csak élettelenekre utalnak.
A ki? és a mi? névmásoknak több megfelelőik vannak:
Qui / Qui est-ce qui veut venir avec moi ? ’Ki akar velem jönni?’ – élő alany;
Que se passe-t-il ? / Qu’est-qui se passe ? ’Mi történik?’ – élettelen alany;
Qui invites-tu à dîner ? / Qui est-ce que tu invites à dîner ? ’Kit hívsz meg vacsorára?’ – élő tárgy;
Que lis-tu ? / Qu’est-ce que tu lis ? ’Mit olvasol?’ – élettelen tárgy;
Quoi ? ’Mi?’ – élettelenre utaló mondatszó;
Je ne sais pas ce qui est dans la boîte ’Nem tudom, mi van a dobozban’ – élettelen alany függő kérdésben;
Il a demandé ce que c’était ’Azt kérdezte, hogy mi volt az’ – névszói állítmány élettelen névszói része függő kérdésben;
Il m’a demandé à quoi s’intéressait mon fils ’Azt kérdezte tőlem, hogy mi iránt mutat érdeklődést a fiam’ – elöljárós élettelen határozó.
Vannak a franciában csak élettelenre utaló mutató névmások is, amelyek bizonyos kontextusokban élőkre utaló 3. személyű hangsúlyos személyes névmásokkal állnak ellentétben: Je pense à ceci/cela/ça ’Erre gondolok’ ~ Je pense à lui ’Rá gondolok’.
Két olyan személyes névmás is van, en és y, amelyek elvben élettelenekre utalnak, ellentétben bizonyos kontextusokban 3. személyű hangsúlyos személyes névmásokkal:
Il parle sans arrêt de son voyage → Il en parle sans arrêt ’Folyton az utazásáról beszél’ → ’Folyton arról beszél’ ~ Il parle sans arrêt de son frère → Il parle sans arrêt de lui ’Folyton a fivéréről beszél’ → ’Folyton róla beszél’;
Tu penses souvent à ton voyage ? – Oui, j’y pense ’Gyakran gondolsz az utazásodra? – Igen, gondolok rá’ ~ Tu penses souvent à ton frère ? – Oui, je pense à lui ’Gyakran gondolsz a fivéredre? – Igen, gondolok rá’.

### Az angol nyelvben
Az angolban van élettelenre utaló egyes szám harmadik személyű személyes névmás, két, hímnemű, illetve nőnemű élőre utaló mellett:
I like that game. It's great fun ’Szeretem azt a játékot. Nagyon vicces’ ~ I like Steve. He's great fun ’Kedvelem Steve-et. Nagyon vicces’, I like Helen. She's great fun ’Kedvelem Helent. Nagyon vicces’.
A ki?-nek és a mi?-nek a megfelelői megvannak ebben a nyelvben is, csak egyes számban:
Who is organizing the trip? ’Ki szervezi az utazást?’;
What happens next? ’Mi következik?’
A vonatkozó névmások közül egy csak élőre utal, kettő pedig csak élettelenre:
The ball went to Jones, who scored easily ’A labda Joneshoz került, aki könnyedén berúgta a gólt’;
We got on the first bus that came ’Az elsőként érkező buszra szálltunk fel’ (szó szerint ’*Felszálltunk az első buszra, amelyik jött’);
The first bus, which came after five minutes, was a seven ’Az első busz, amelyik öt perc után jött, a hetes volt’.
Ugyancsak élőség ~ élettelenség szerint különböznek az egyes szám harmadik személyű birtokos determinánsok. Ezek a birtokos nemére utalnak, ha élő, illetve arra, hogy élettelen:
Nigel looked at Jemima and put his (hn.) hand on her (nn.) arm ’Nigel ránézett Jemimára és rátette kezét ennek karjára’;
Each town has its own mayor ’Mindegyik városnak van saját polgármestere’.